# Kamioka Tomoki
Tomoki Kamioka (sinh ngày 30 tháng 5 năm 1998) là một cầu thủ bóng đá người Nhật Bản.

## Sự nghiệp câu lạc bộ
Tomoki Kamioka đã từng chơi cho Gamba Osaka.